# Dybdeanslag
Et dybdeanslag er et beslag som er fastmonteret bore-, og skruemaskiner og kan indstilles i længden.
Dybdeanslaget hænger ud fra værktøjet med en indstilbar afstand og vil støde ind i boreemnet ved en given længde.
Det gør det mulig at indstille hvor dybt man ønsker at bore.
 Der er for få eller ingen kildehenvisninger i denne artikel, hvilket er et problem. Du kan hjælpe ved at angive troværdige kilder til de påstande, som fremføres i artiklen.